# Антиславизам
Антиславизам или славофобија, односно антисловенство, појам је којим се означавају разни облици нетрпељивости, непријатељства или мржње према словенским народима, њиховим државама, историјским тековинама и културној баштини у целини. Током историје, антиславизам се испољавао у широком распону од омаловажавања словенских народа и њихове културе, преко изражавања нетрпељивости и непријатељства, до отвореног заговарања мржње према Словенима и позивања на уништавање словенских народа.
Појам антиславизам се у стручној литератури и публицистици на српском језику среће и као антисловенство, односно протусловенство, или противсловенство.

## Историја
Прве назнаке организованог антиславизма јављају се већ у време продора немачког Тевтонског реда према словенском истоку, а сам појам је ушао у ширу употребу почетком 19. века. У идеологији немачког нацистичког режима, антиславизам је попримио расистичке и геноцидне размере, што је током Другог светског рата довело до масовног затирања и прогањања словенског становништва и систематског уништавања словенске културне баштине у многим окупираним областима.

## Славофобија
Посебан облик антиславизма, који се испољава у виду пројектованог страха, односно фобије у односу на Словене, назива се славофобија. Једна од основних одлика славофобије огледа се у ставу да треба страховати од Словена, који су (према уверењу славофоба) опасни по друге народе. У том смислу, славофобија се неретко користи као изговор за подстицање опште нетрпељивости према Словенима. У области политичких односа, славофобија се јавља и као пропагандно средство. Режим нацистичке Немачке је током предратних година систематски промовисао и подстицао страх од Словена, у циљу придобијања немачке јавности за нарцистичку политику према словенским државама, која је по основу наводне опасности од Словена приказивана као "одбрамбена", док је у стварности била агресивна и експанзионистичка.